# Symmachia tacitus
Symmachia tacitus är en fjärilsart som beskrevs av Fabricius 1793. Symmachia tacitus ingår i släktet Symmachia och familjen Riodinidae. Inga underarter finns listade i Catalogue of Life.